# Península Ioannes Paulus II

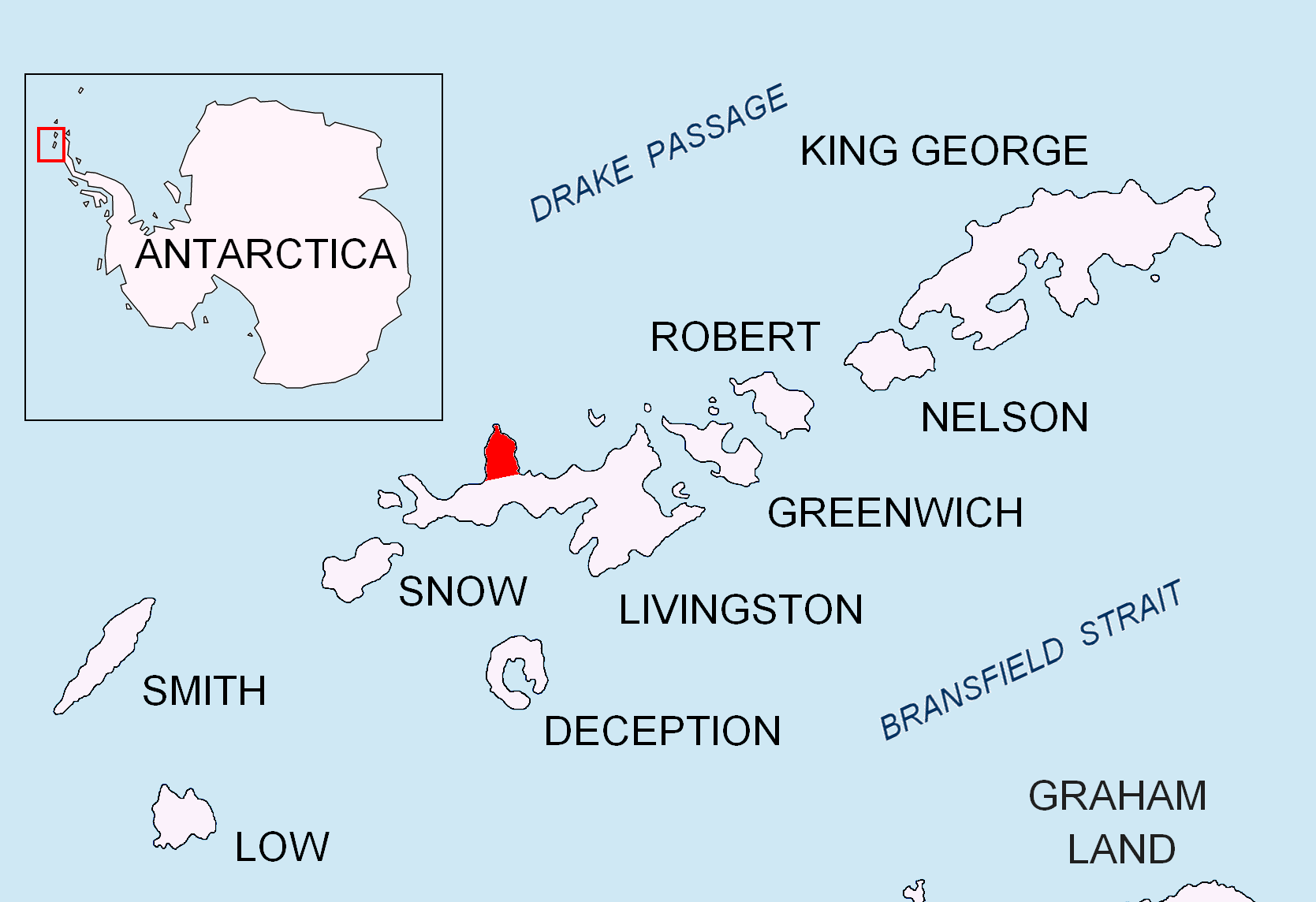
Localização da Península Ioannes Paulus II na Ilha Livingston nas Ilhas Shetland do Sul.

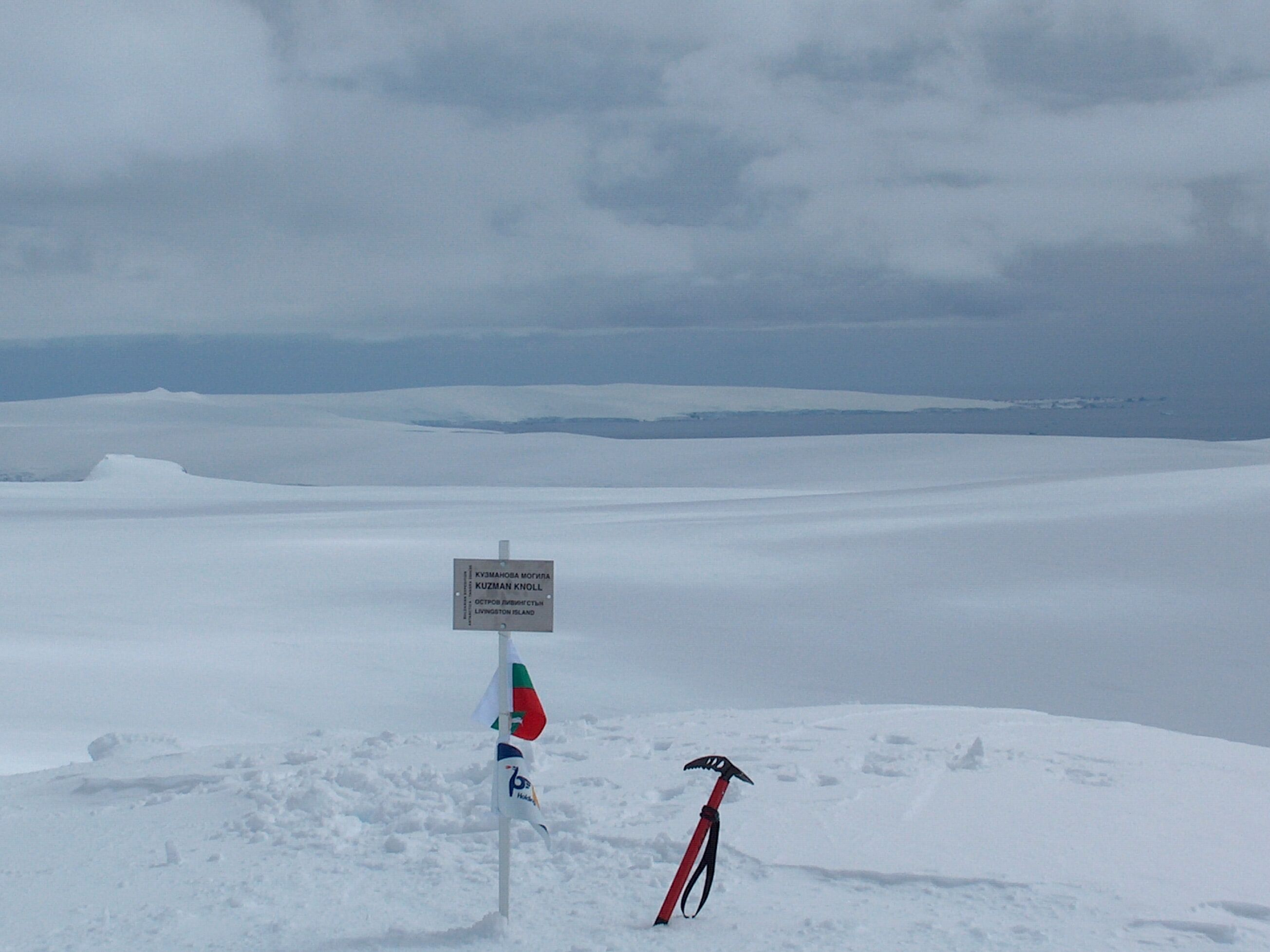
Península Ioannes Paulus II (ao fundo) do Outeiro Kuzman.

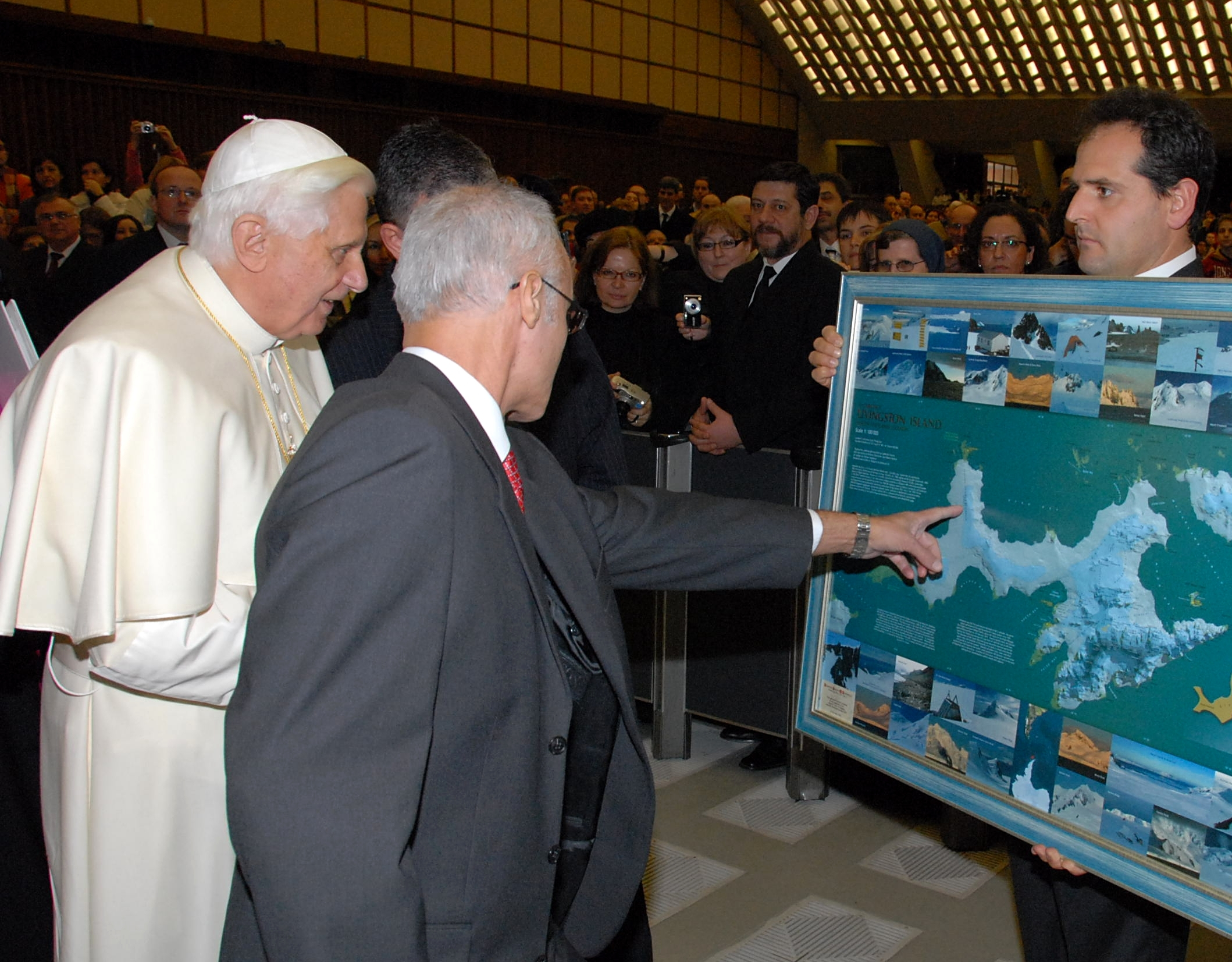
H.H. Benedito XVI vê a península no mapa búlgaro de 2005 da Ilha Livingston.

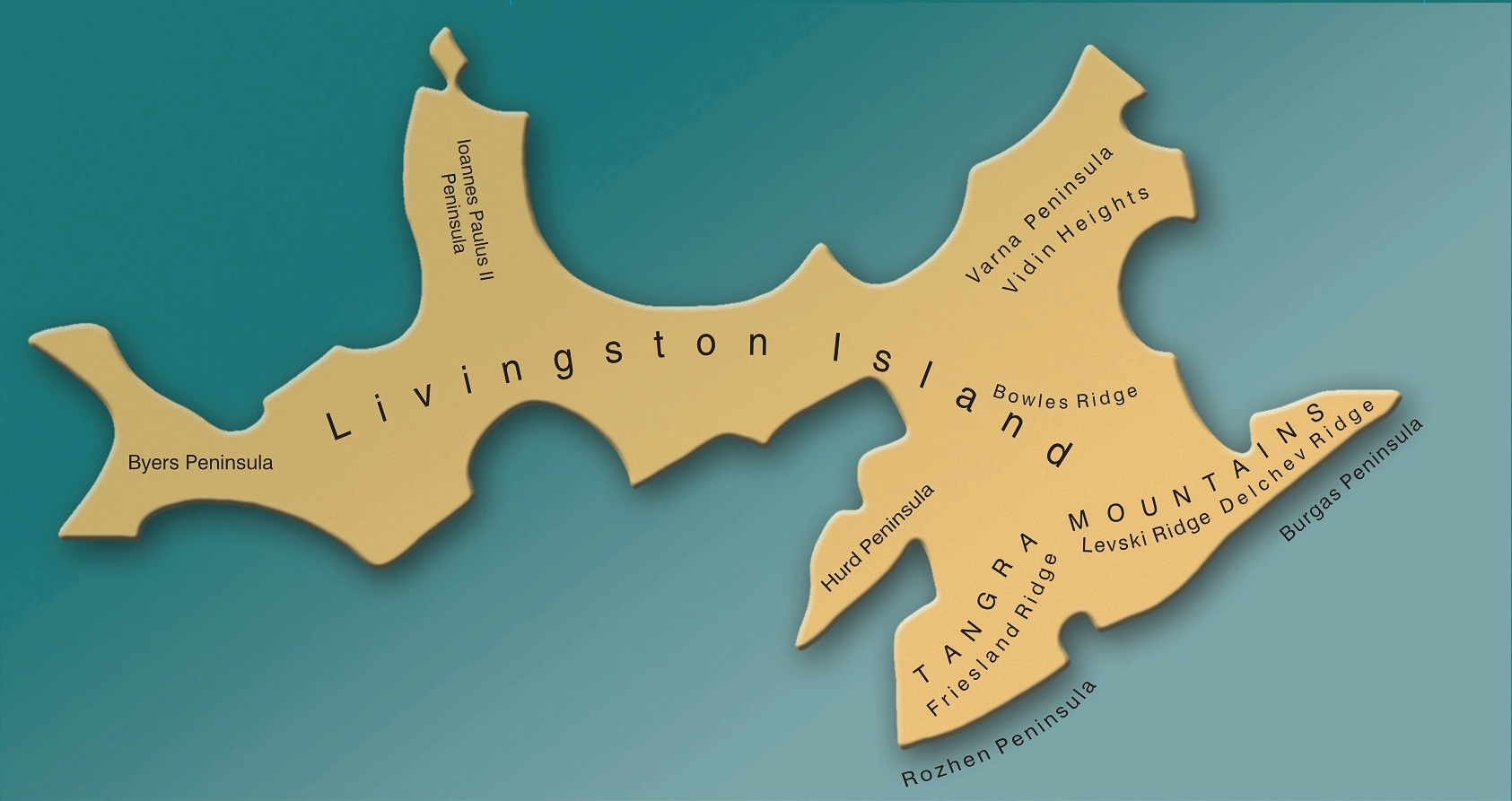
Penínsulas da Ilha Livingston.

A península Ioannes Paulus II (Búlgaro: Полуостров Йоан Павел II Poluostrov Yoan Pavel II Pronúncia búlgara:poluˈɔstrov joˈan ˈpaveɫ fˈtɔri) é uma península coberta de gelo na costa norte da Ilha Livingston nas Ilhas Shetland do Sul, Antártica, que é unida pela Baía Hero ao leste e a Baía Barclay a oeste. Se estende por 13 km em comprimento na direção norte-sul e tem 8 km largura. Sua extremidade norte é formada pelo Cabo Shirreff que é livre de gelo, uma área visitada pelos caçadores de foca do início do século 19. O interior da península está ocupado pelas Elevações Oryahovo.
A feição recebeu o nome do Papa João Paulo II (1920–2005) por sua contribuição à paz mundial e compreensão entre as pessoas.

## Localização
A península é localizada em 62° 31′ 43″ S, 60° 45′ 58″ O (mapeamento britânico em 1822 e 1968, chileno em 1971, argentino em 1980, mapeamento espanhol em 1991 e levantamento topográfico búlgaro Tangra 2004/05 e mapeamento em 2005 e 2009).

## Mapas
- L.L. Ivanov et al. Antarctica: Livingston Island and Greenwich Island, South Shetland Islands. Scale 1:100000 topographic map. Sofia: Antarctic Place-names Commission of Bulgaria, 2005.
- L.L. Ivanov. Antarctica: Livingston Island and Greenwich, Robert, Snow and Smith Islands. Scale 1:120000 topographic map.  Troyan: Manfred Wörner Foundation, 2009.  ISBN 978-954-92032-6-4